# Eurosistema
L'Eurosistema és l'autoritat monetària de la zona euro formada pel Banc Central Europeu —el seu nucli—, i els bancs centrals nacionals dels estats membres de la Unió Europea que han adoptat l'euro, comptant actualment amb les terceres majors reserves del món. L'Eurosistema va néixer a conseqüència del fet que no tots els estats membres de la Unió Europea adoptaren l'euro, i que per tant la institució que en un principi s'hauria d'haver encarregat de la política monetària, el Sistema Europeu de Bancs Centrals (SEBC), quedà sense autoritat.

## Funcionament
La principal característica d'una unió monetària és la de compartir la mateixa moneda i, per tant, que la política monetària sigui única per a totes les regions en les quals circula la moneda amb una única autoritat per decidir sobre la liquiditat del sistema. Per aquesta raó el funcionament de l'Eurosistema es basa sobre la premissa que la política monetària la decideix únicament el Consell de Govern del Banc Central Europeu, mentre que els diversos bancs centrals dels estats membres executen la política monetària dictada pel BCE, és a dir, s'encarreguen de subministrar o retirar liquiditat del sistema.
El principal objectiu de l'Eurosistema és mantenir l'estabilitat de preus, en concret aconseguir una inflació a la zona euro (calculada segons estadístiques internes del BCE) "menor però propera al 2%". D'altra banda la institució també intenta preservar l'estabilitat i la integració financera a Europa, però en cap cas qualsevol objectiu pot suplantar al de mantenir l'estabilitat de preus.

## Instruments
Els instruments dels quals es disposa per dictar i aplicar la política monetària són tres:
1. Les facilitats permanents —facilitat marginal crèdit i facilitat de dipòsit— són operacions amb l'objectiu d'augmentar o reduir la liquiditat del sistema en un dia, controlar els tipus d'interès del mercat a un dia, i assenyalar al públic l'orientació general de la política monetària. Això s'aconsegueix bé mitjançant la facilitat marginal crèdit, que consisteix a proporcionar liquiditat (en un principi sense límit màxim) a les entitats que ho desitgin contra una garantia d'actius, o bé mitjançant la facilitat de dipòsit, que consisteix a permetre a les entitats que operen en l'Eurosistema realitzar dipòsits a un dia en els bancs centrals nacionals.
2. Les operacions de mercat obert que consisteixen en operacions d'injecció de liquiditat de forma regular mitjançant l'execució de subhastes per part dels Bancs Centrals. Les operacions amb periodicitat setmanal i venciment a una setmana són la principal font de finançament del sistema creditici de l'Eurosistema. Les operacions de periodicitat mensual i venciment a tres mesos tenen per objectiu proporcionar liquiditat a més llarg termini. D'altra banda existeixen mecanismes per injectar liquiditat al sistema de forma ràpida amb l'objectiu de suavitzar canvis bruscs en els tipus d'interès a causa de fluctuacions inesperades, ja sigui mitjançant l'execució de subhastes ràpides o amb acords bilaterals. A més, si el BCE desitja ajustar la posició estructural de l'Eurosistema enfront del sector financer, l'Eurosistema pot emetre deute, realitzar operacions temporals i operacions simples.
3. El mecanisme de reserves mínimes s'aplica a les entitats que operen a la zona euro. Consisteix a exigir a les entitats que facin dipòsits al Banc Central per valor d'un percentatge determinat del total de dipòsits que gestiona l'entitat. L'objectiu d'aquest mecanisme és el d'estabilitzar els tipus d'interès i augmentar el dèficit estructural de liquiditat. El percentatge es determina sobre la base a la mitjana de reserves diàries durant un període de manteniment d'un mes.